# دايموند بلاتنومز
نصيب عبدول جمعة إسحاق المشهور باسم دايموند بلاتنومز هو مغني،راقص تنزاني ولد في 2 أكتوبر 1989.هو أول مطرب أفريقي يحصل على مجموع مشاهدات وصلت ل900 مليون مشاهدة على اليوتيوب.